# Герберт, Генри (мастер пиров)
Сэр Генри Герберт (англ. Sir Henry Herbert; 1594 — 27 апреля 1673) — английский дворянин и политик, мастер пиров при королях Карле I и Карле II (1640—1673).

## Биография
Генри Герберт был крещен 7 июля 1594 года. Шестой сын Ричарда Герберта (1557—1596) из замка Монтгомери и Магдалены Герберт (1561—1627). Ричард был младшим братом Эдварда Герберта, 1-го барона Герберта из Чербери, и поэта Джорджа Герберта, бывших членов парламента Англии, и старшего брата военно-морского офицера Томаса Герберта. Их семья была связана с Гербертами, графами Пембруками, видными деятелями английского правительства и общества на протяжении Яковианской и Каролинской эпох. Эдвард Герберт был послом в Париже, а Генри присоединился к нему в 1619 году и стал участвовать в деле Пьеро Гюгона и драгоценностей Анны Датской.
Роль Герберта как мастера пиров заключалась в чтении и лицензировании пьес, а также в надзоре за всеми видами общественных развлечений. Официально Герберт стал мастером пиров в 1641 году, но он выполнял служебную работу ещё раньше. Сэр Джон Эстли, официальный мастер с 1622 года до своей смерти в январе 1640 года, назначил Генри Герберта своим заместителем в год его посвящения в рыцари в 1623 году . За эту договоренность Герберт платил Эстли 150 фунтов стерлингов в год в обмен на доход, который предоставлен офис.

## Цензор
Поскольку Генри Герберт отвечал за лицензирование, а также цензуру пьес, он оказал мощное влияние на английскую драму на протяжении двух десятилетий, в 1623—1642 годах. Едва Герберт получил официальную должность мастера в 1641 году, как театры были закрыты в начале Гражданской войны в Англии в августе 1642 года. Герберт сохранял свою должность все время, пока он бездействовал, вплоть до повторного открытия театров во время Реставрации в 1660 году. Когда в августе 1660 года Карл II позволил Томасу Киллигрю и сэру Уильяму Давенанту сформировать две театральные труппы под королевским патронажем, Королевскую труппу и труппу герцога, Генри Герберт горько жаловался на то, что он считал нарушением его права и начали судебные иски; он был особенно зол на Давенанта, который проводил тайные театральные представления в период 1656—1660 годов, но Герберт не получил от этого никакой выгоды. В течение следующих двух лет претензии Герберта были урегулированы, и в 1662 году привилегии двух королевских трупп были продлены королевским патентом. После этого он больше не имел той власти в театре, какой был раньше.

## Другие должности
Карл I Стюарт передал поместье Риббсфорд (в приходе которого находится район Бьюдли) его братьям в 1627 году, и они передали его Генри Герберту. Он был членом парламента от округов Монтгомери в 1626 году и Бьюдли в 1640 году (как в Коротком, так и в Долгом парламентах), но был лишен права заседать резолюцией палаты общин в 1642 году, потому что он привел в исполнение королевскую комиссию по сбору. В 1646 году, в конце Первой гражданской войны, парламентарии считали его правонарушителем-роялистом, и его состояние было усугублено.
После Реставрации в 1660 году Генри Герберт снова был избран в Палату общин Англии от Бьюдли (в Кавалерском парламенте) и занимал это место до своей смерти. Он был мировым судьей Вустершира с 1636 по 1646 год и с июля 1660 года до своей смерти. Он был назначен главным шерифом Вустершира в 1648—1649 годах, а также был членом Совета марок Уэльса в 1633—1646 годах.
Генри Герберт скончался 27 апреля 1673 года и был похоронен в соборе Святого Павла в Ковент-Гардене.

## Семья и потомство
Герберт был дважды женат. Впервые он женился в июле 1625 года на Сюзанне, дочери Ричарда Слефорда, лондонского суконщика, и вдове Эдварда Плюмера, лондонского портного-торговца. От неё у него был сын, умерший при жизни отца, и две дочери. Леди Сюзанна Герберт умерла в 1650 году.
Генри Герберт женился во второй раз, в 1650/1651 году, на Элизабет, дочери сэра Роберта Оффли из Лондона и Одби, Лестершир. От неё у него было три сына (один из которых умер при жизни отца) и пять дочерей. Леди Элизабет Герберт пережила его и умерла в 1698 году.
На смену Герберту пришел Генри, его сын от второго брака, для которого было возрождено баронство Чербери. И он, и его сын были членами парламента от Бьюдли. Генри умер в январе 1709 года, и его сын, другой Генри, стал 2-м лордом Гербертом из Чербери второй креации. Он умер бездетным в апреле 1738 года, и баронство снова вымерло. В 1743 году он был возрожден для Генри Артура Герберта (ок. 1703—1772), который пятью годами позже стал графом Поуисом. Этот дворянин был правнуком 2-го лорда Герберта Чербери первой креации, и с его времени баронством владели графы Поуис. Однако поместье Риббсфорд перешло к его кузену Чарльзу Морли, который взял фамилию Герберт.